# Pterostichus testaceus
Pterostichus testaceus är en skalbaggsart som beskrevs av Van Dyke. Pterostichus testaceus ingår i släktet Pterostichus och familjen jordlöpare. Inga underarter finns listade i Catalogue of Life.